# Abel Dubois
Abel Joseph Dubois (Erbisœul, 5 januari 1921 - Bergen, 18 oktober 1989) was een Belgisch politicus voor de PSB.

## Levensloop
Dubois was leraar en inspecteur van het technisch onderwijs. Ook was hij van 1954 tot 1958 particulier secretaris van minister van Openbaar Onderwijs Leo Collard, van 1961 tot 1963 adjunct-kabinetschef van minister van PTT Marcel Busieau, van 1963 tot 1965 kabinetssecretaris van minister adjunct voor Financiën Henri Deruelles
In 1953 werd hij voor de PSB verkozen tot gemeenteraadslid van Bergen, wat hij bleef tot in 1989. Van 1965 tot 1969 en van 1972 tot 1973 was hij schepen van de stad en van 1974 tot 1989 burgemeester.
Ook zetelde Dubois van 1965 tot 1974 in de Senaat: van 1965 tot 1968 als provinciaal senator voor Henegouwen en van 1968 tot 1974 als rechtstreeks gekozen senator voor het arrondissement Bergen. In de Senaat was hij van 1972 tot 1973 voorzitter van de commissie Culturele Zaken, Wetenschapsbeleid, Buitenlandse Handel en Nationale Opvoeding. In 1967 vertegenwoordigde hij eveneens België bij de Verenigde Naties en van 1972 tot 1973 zetelde hij in het Europees Parlement.
Hij was Minister van Nationale Opvoeding van 1968 tot 1972. In deze periode voerde hij het vernieuwd secundair onderwijs (vso) in. Vervolgens werd hij in januari 1973 Staatssecretaris voor Huisvesting en Ruimtelijke Ordening in de regering Leburton.
Hij nam in oktober 1973 ontslag na een interventie van Edmond Leburton bij de krant De Standaard, die een artikel persklaar had waarin Dubois corruptie zou aangewreven worden (Het RTT-schandaal én de Entreprises Lefèvre). Hierdoor werd de publicatie vermeden.
In de Rue du Gouvernement te Bergen is het Auditorium Abel Dubois - naar hem vernoemd.

## Publicatie
- (samen met M. Busieau) Démocratie et enseignement, 1958.